# ジョン・ブキャナン
ジョン・ブキャナン（John Buchanan 1975年12月7日 - ）は、イギリスの柔道選手。エディンバラ出身。階級は60kg級。身長164cm。

## 人物
1999年の世界選手権60kg級では5位になった。2000年のシドニーオリンピックでは初戦で敗れた。2001年の世界選手権では銅メダルを獲得した。その後大分経過した2014年の英連邦競技大会では3位に入った。

## 主な戦績
- 1999年 - ベルギー国際　優勝
- 1999年 - イギリス国際　優勝
- 1999年 - 世界選手権　5位
- 2001年 - 世界選手権　3位
- 2001年 - アメリカ国際　優勝
- 2014年 - 英連邦競技大会　3位